# Corydalidae
Corydalidae vormen een familie van vliegende insecten uit de orde Megaloptera, de grootvleugeligen of slijkvliegen. De familie heeft geen Nederlandse naam, in het Engels worden ze dobsonflies genoemd. 

## Kenmerken
De verschillende soorten lijken door de grote, op de rug gevouwen vleugels enigszins op een vlieg, maar de 'echte' vliegen behoren tot een andere orde (Diptera). Bovendien hebben vliegen slechts twee vleugels, de Corydalidae hebben er vier.
Enkele soorten kunnen behoorlijk groot worden en mannetjes dragen vaak grote, 'slagtand'-achtige monddelen die echter zacht en niet scherp zijn. Ze hebben een zacht, grijs tot bruin lichaam en 3 ocelli op de kop. De larven zijn vaak roofzuchtige dieren die wel kunnen bijten. De lichaamslengte varieert van 2,5 tot 7,5 cm. De vleugels hebben een spanwijdte tot 21 cm.

## Voortplanting
De eieren worden in klompen in de nabijheid van water afgezet.

## Verspreiding en leefgebied
De leden van deze familie leven in Afrika en Zuid-Amerika in gematigde streken in stromend water. 

## Taxonomie
- Onderfamilie Chauliodinae
  - Geslacht Anachauliodes
  - Geslacht Apochauliodes
  - Geslacht Archichauliodes
  - Geslacht Austrochauliodes
  - Geslacht Chauliodes
  - Geslacht Cretochaulus
  - Geslacht Ctenochauliodes
  - Geslacht Dysmicohermes
  - Geslacht Eochauliodes
  - Geslacht Jurochauliodes
  - Geslacht Madachauliodes
  - Geslacht Neochauliodes
  - Geslacht Neohermes
  - Geslacht Nigronia
  - Geslacht Nothochauliodes
  - Geslacht Orohermes
  - Geslacht Parachauliodes
  - Geslacht Platychauliodes
  - Geslacht Protochauliodes
  - Geslacht Puri
  - Geslacht Sinochauliodes
  - Geslacht Taeniochauliodes
- Onderfamilie Corydalinae
  - Geslacht Acanthacorydalis
  - Geslacht Allohermes
  - Geslacht Chloronia
  - Geslacht Chloroniella
  - Geslacht Corydalus (o.a. reuzenslijkvlieg)
  - Geslacht Hermes
  - Geslacht Neoneuromus
  - Geslacht Neurhermes
  - Geslacht Nevromus
  - Geslacht Platyneuromus
  - Geslacht Protohermes
- Onderfamilie Incertae Sedis
  - Geslacht Chauliosialis
  - Geslacht Corydalites